# Карабуранкьоль
Карабуранкьоль, Кара-Кошун, озеро в Сіньцзяні у Китаї в східній частині Кашгарської рівнини на висоті 831 м.
Площа 88 км² (разом з періодично затоплюваними болотами і тугаями — до 250 км²). У Карабуранкьоль впадає річка Черчендар'я, а в багатоводні роки — Тарим; в цей час озеро стає повноводним і спостерігається відтік води на схід, в озеро Міранкьоль.
Переважають глибини 1—2 м (біля гирла Черчен — до 10 м). Вода на півночі прісна, на півдні — солона, її мінералізація сильно змінюється.